# Монастир Тумане
Монастир Тумане (серб. Манастир Тумане) — сербський православний монастир 14 століття, що належить до Браничевської єпархії. Розташований за дев'ять кілометрів від Голубаца, біля підніжжя Голубацьких гір, в оточенні лісу, на лівому березі річки Туманської. Згідно з переказами, монастир Тумане є надбанням Мілоша Обилича.
Церква присвячена святому архангелу Гавриїлу. З 2018 року монастир має шість монахів і одну монахиню, що робить його найбільшим у Браничевському окрузі. Через кілька історичних цілителів, які жили в монастирі, монастир Тумане часто називають «Острогом на Дунаї». Завдяки релігійному туризму став найбільш відвідуваним монастирем у Сербії з початку 21 століття.

## Галерея

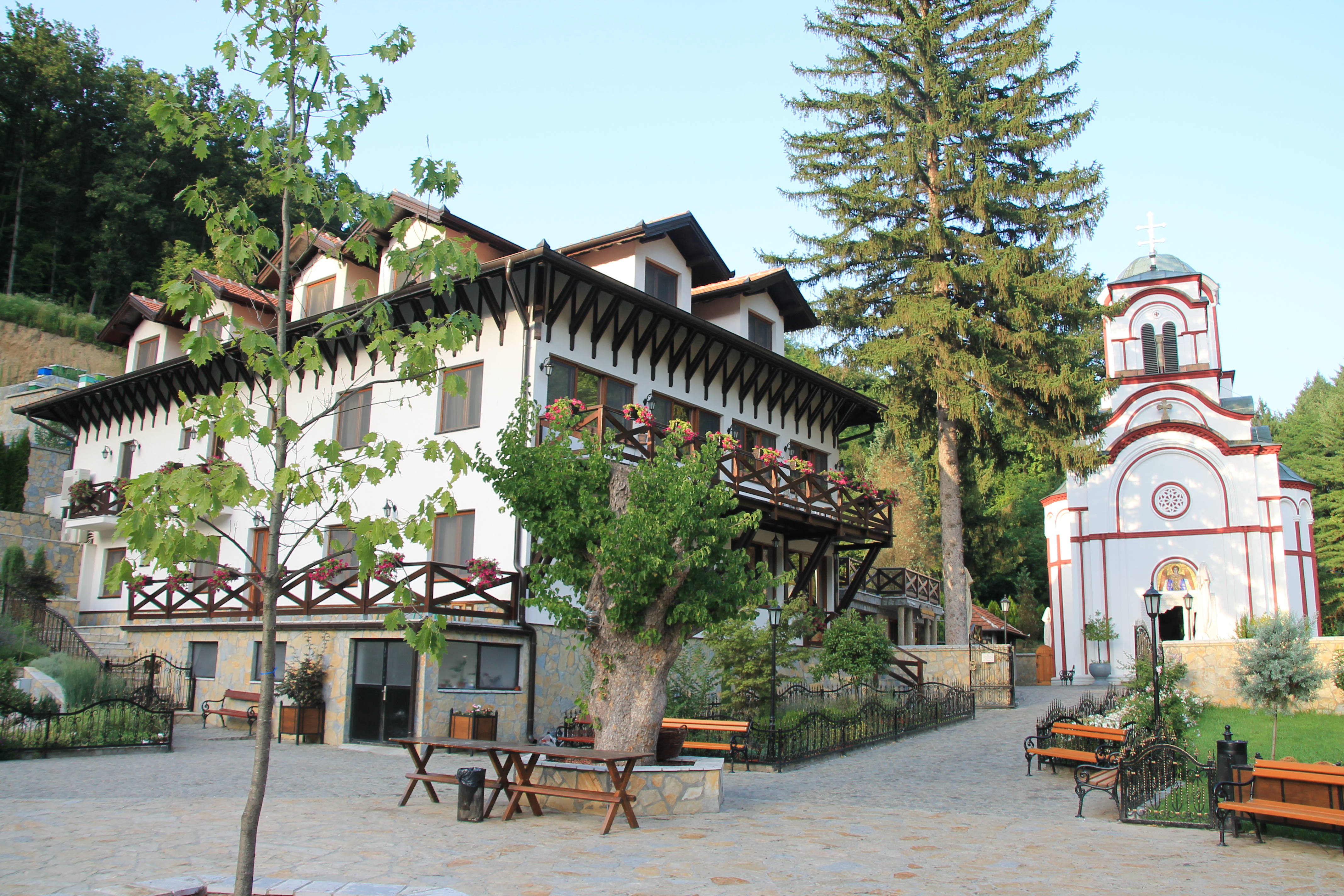
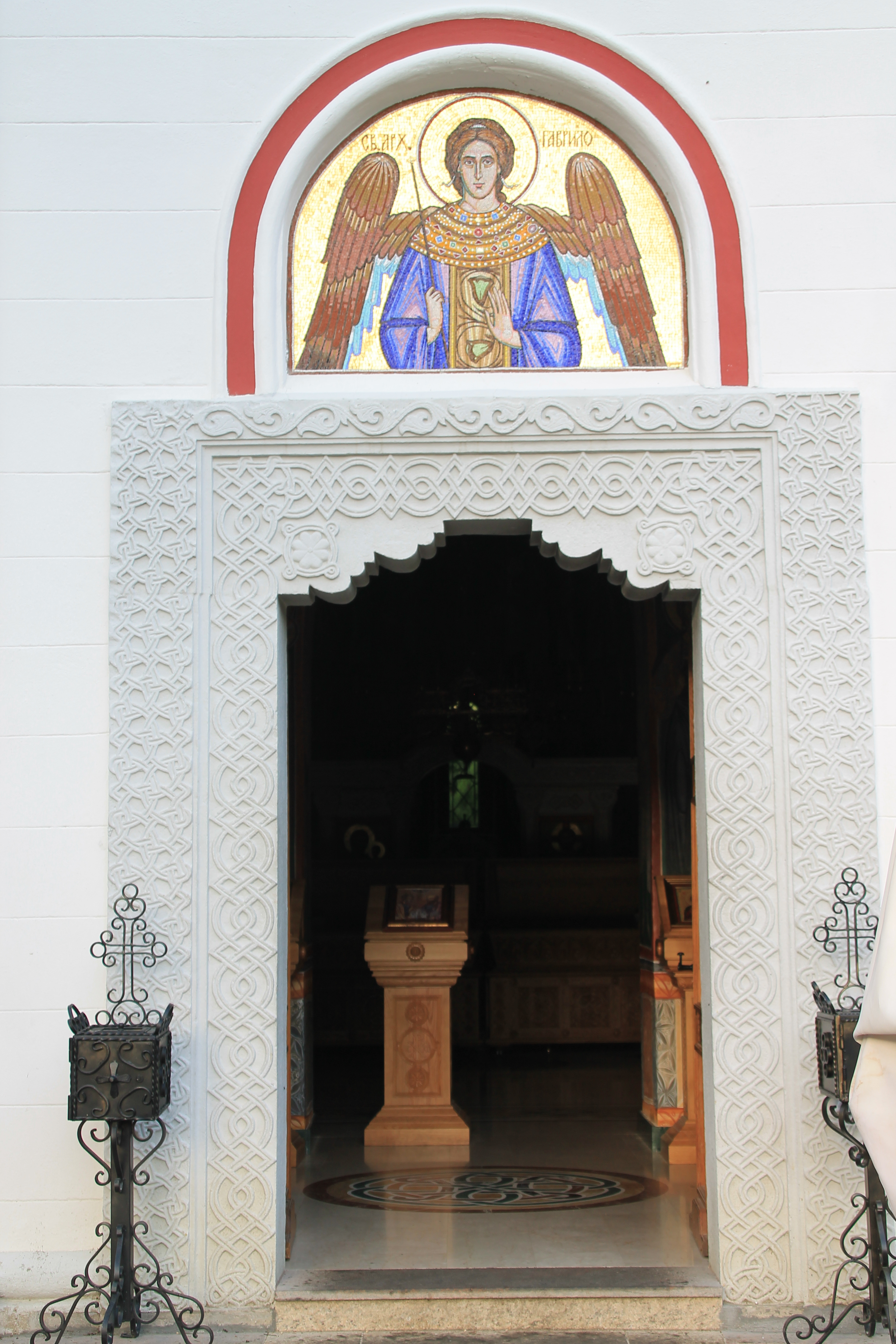
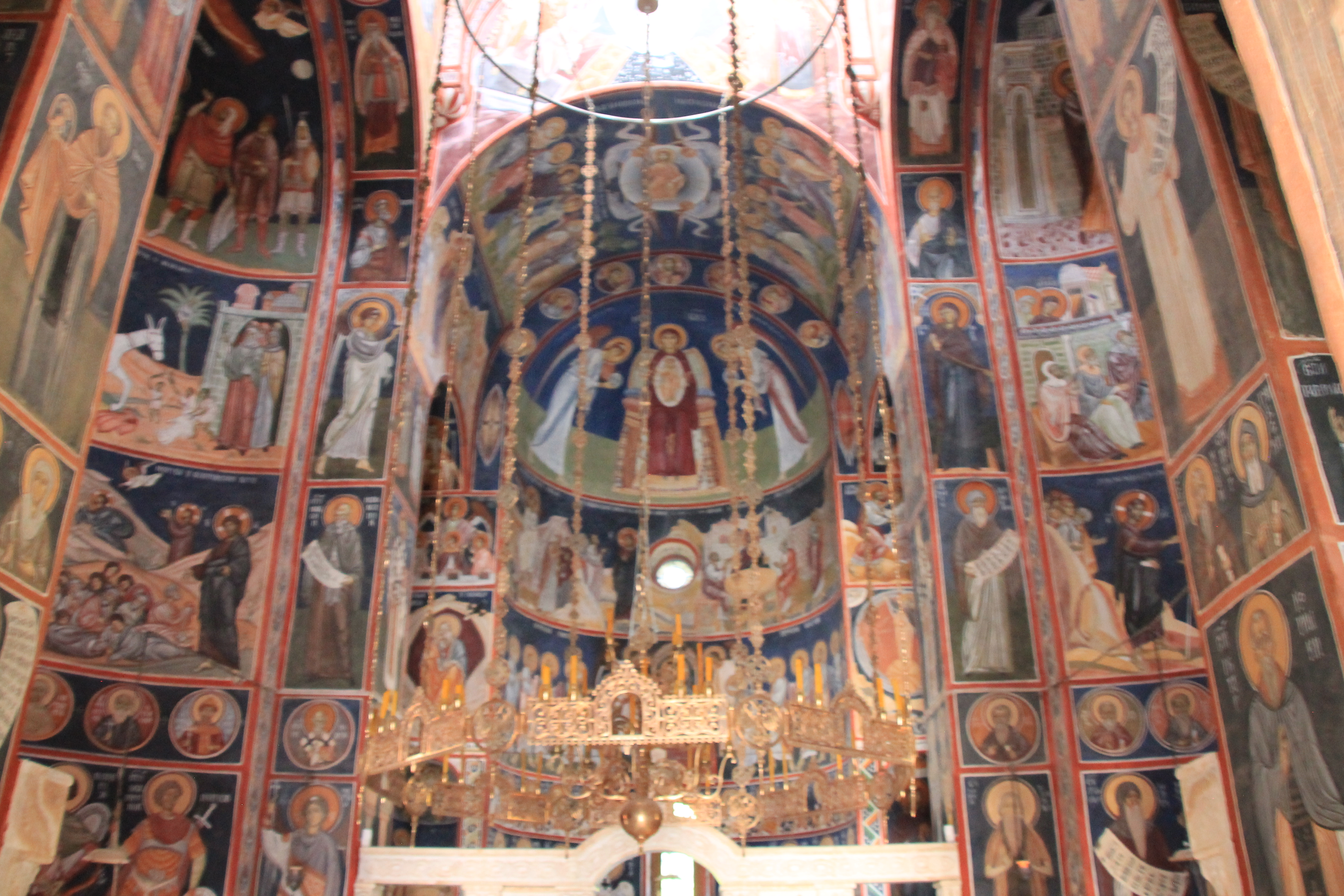
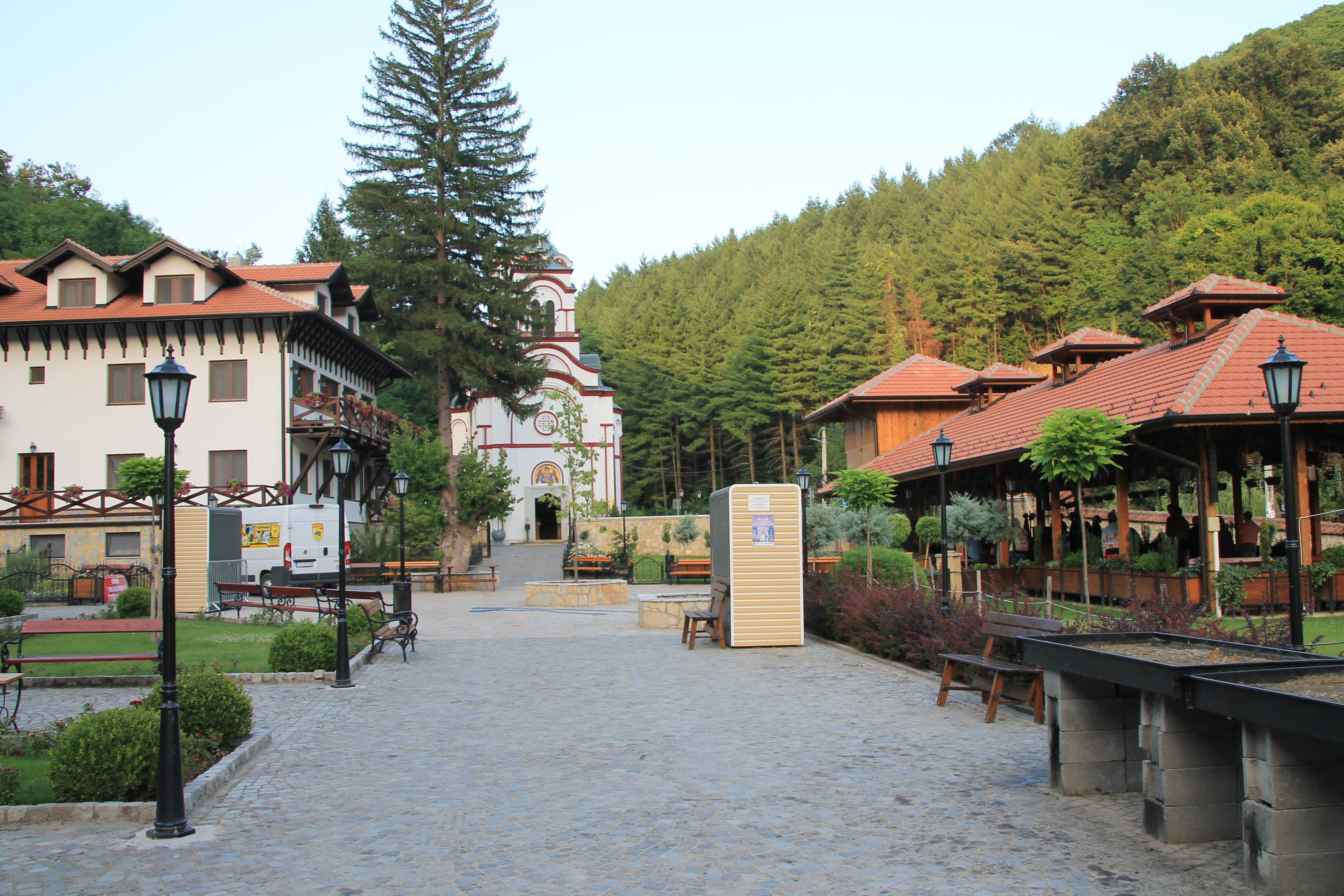
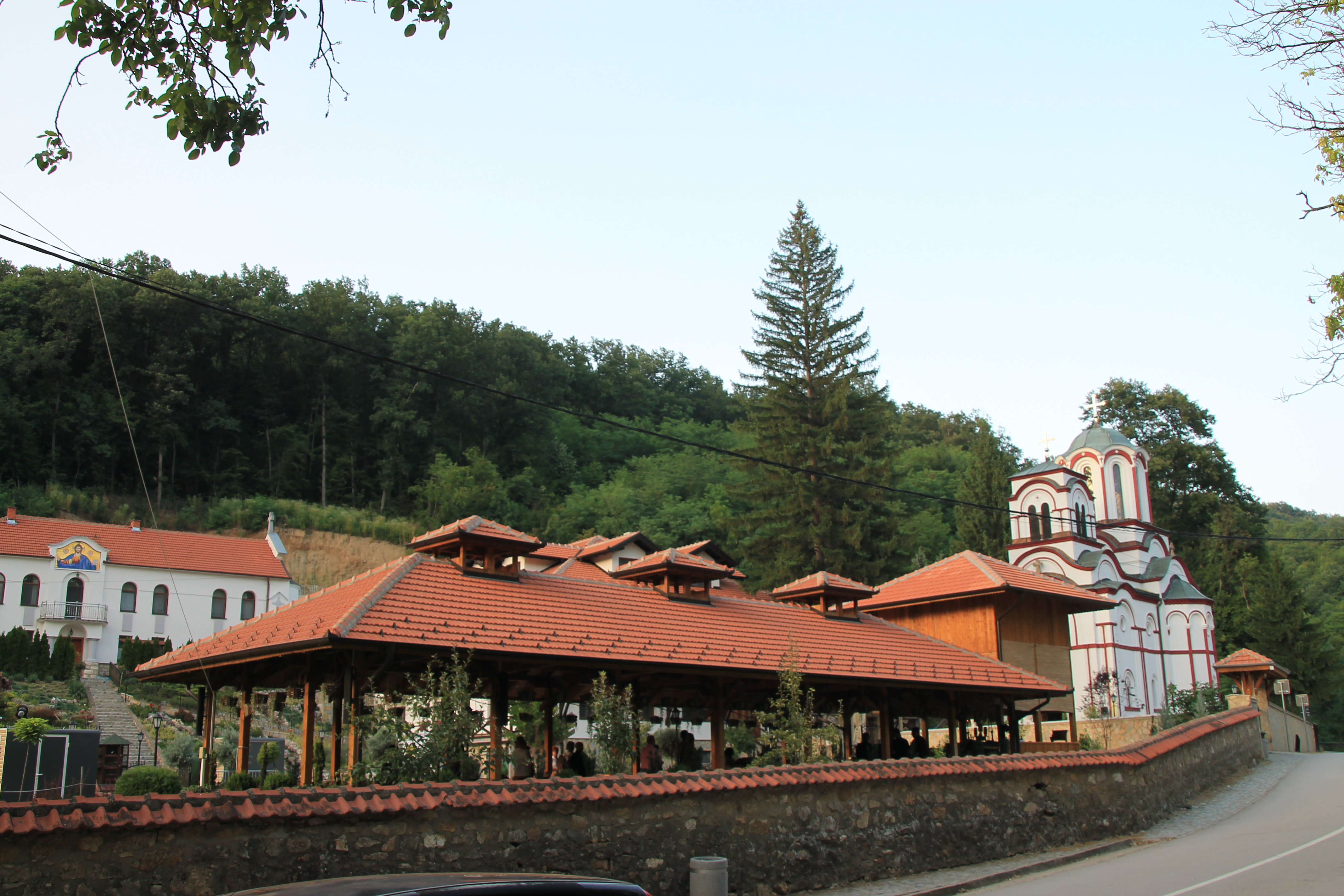
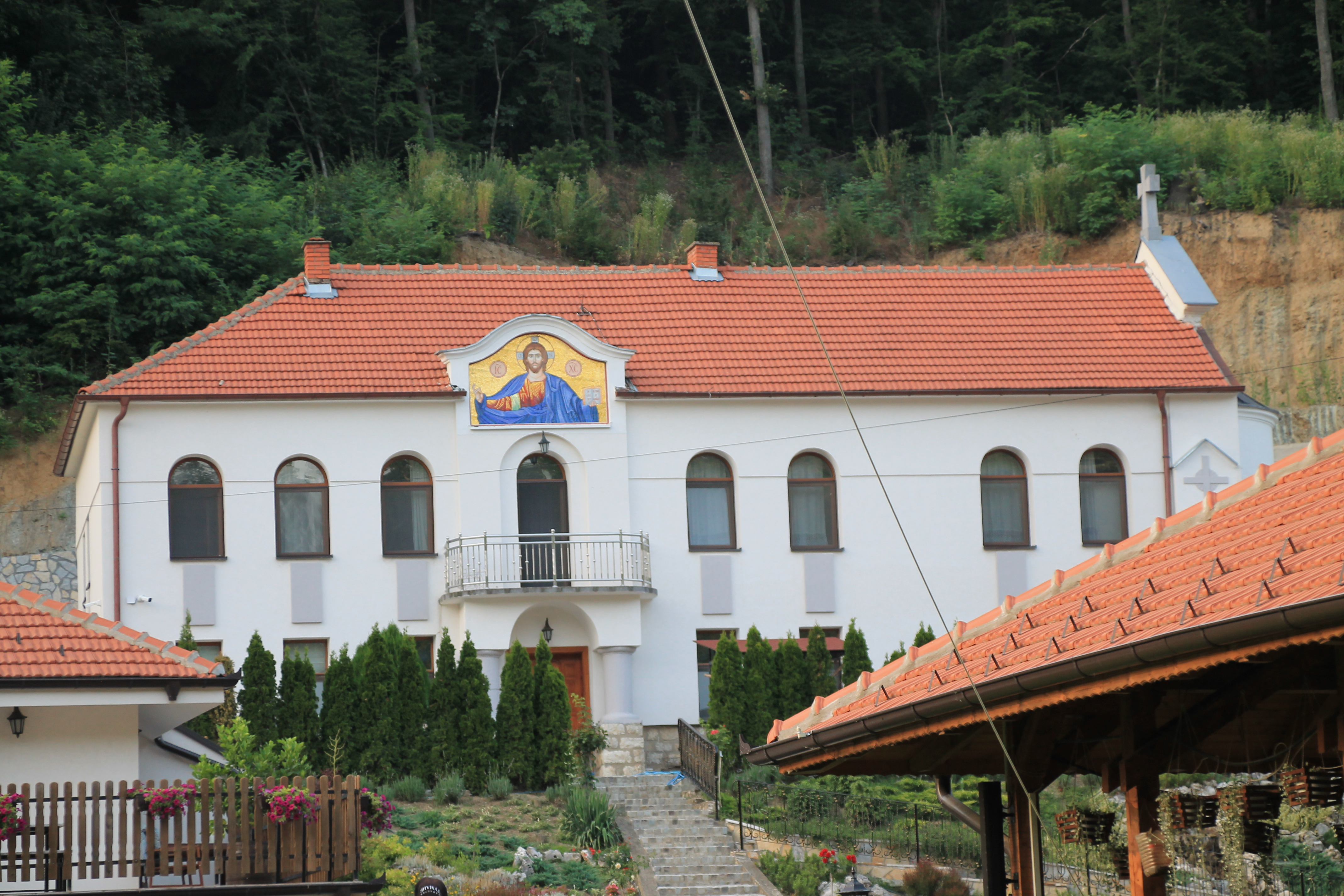
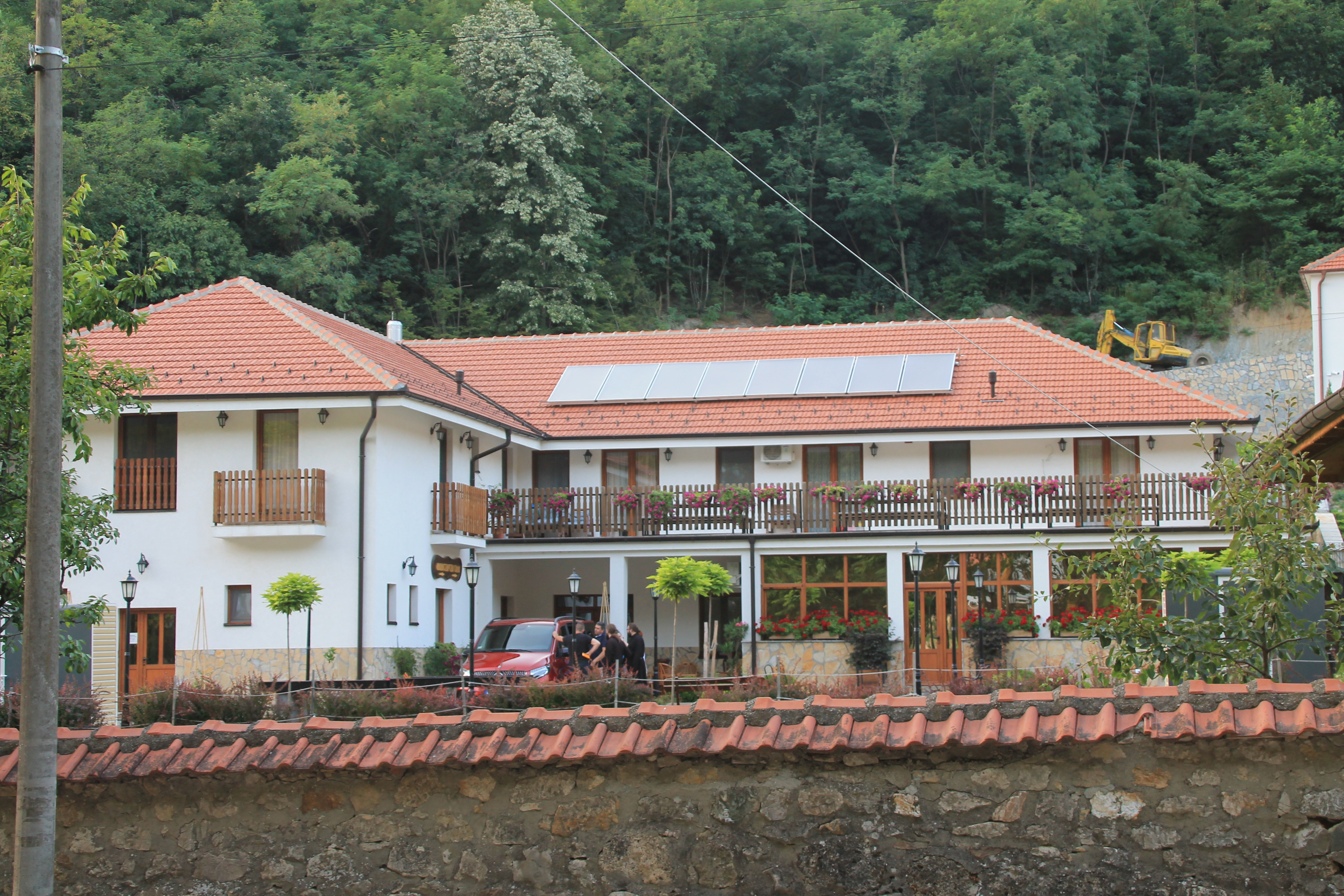
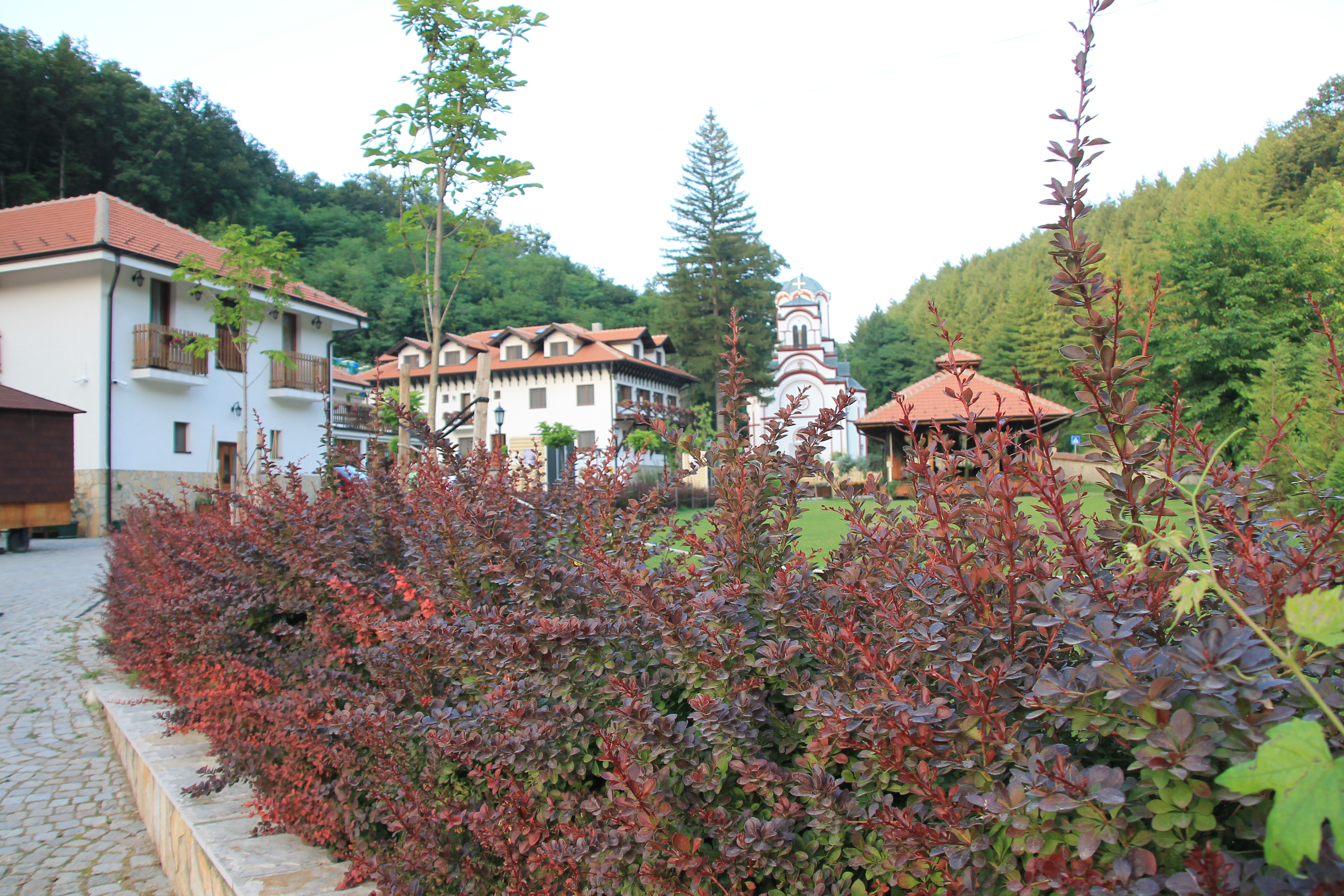
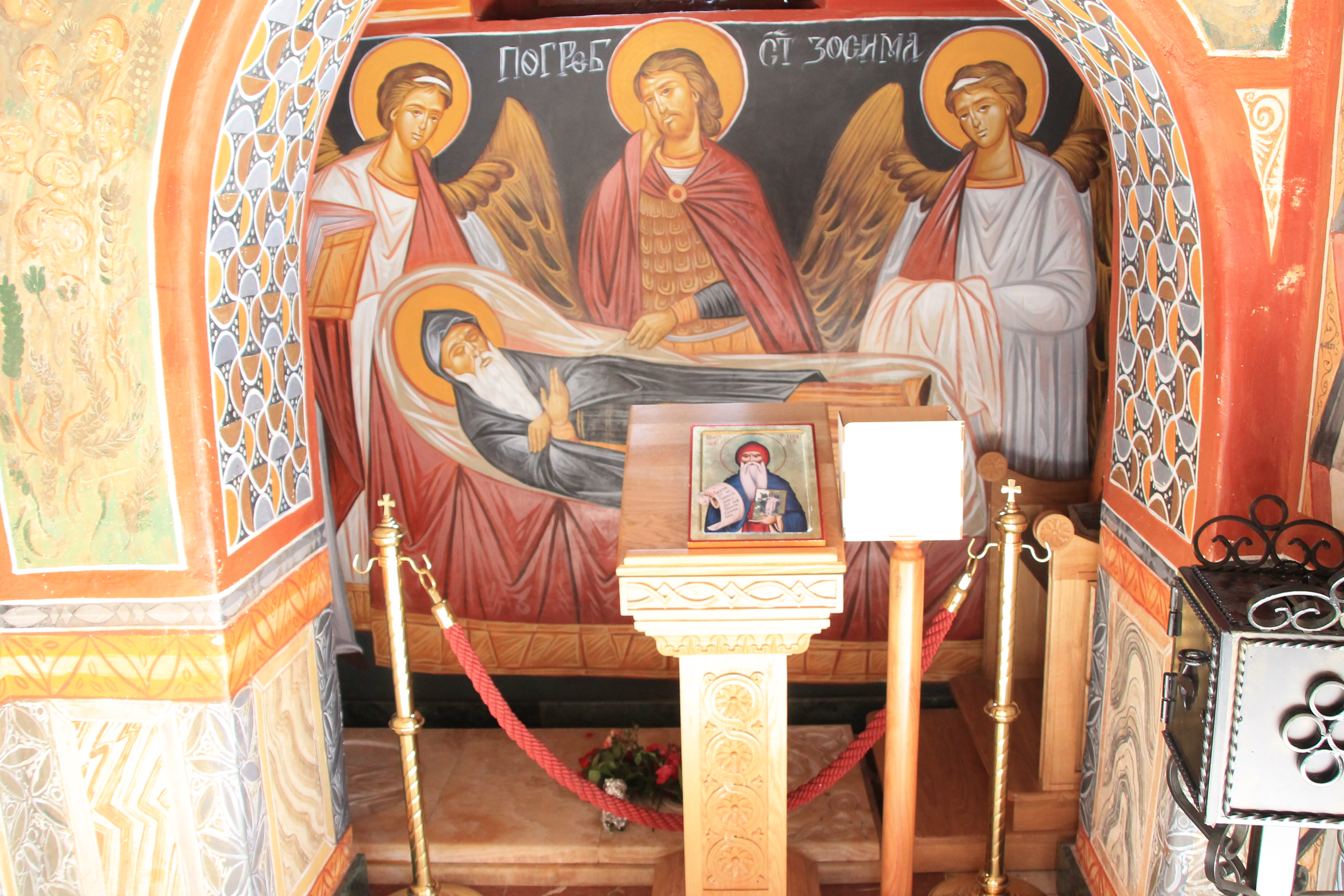
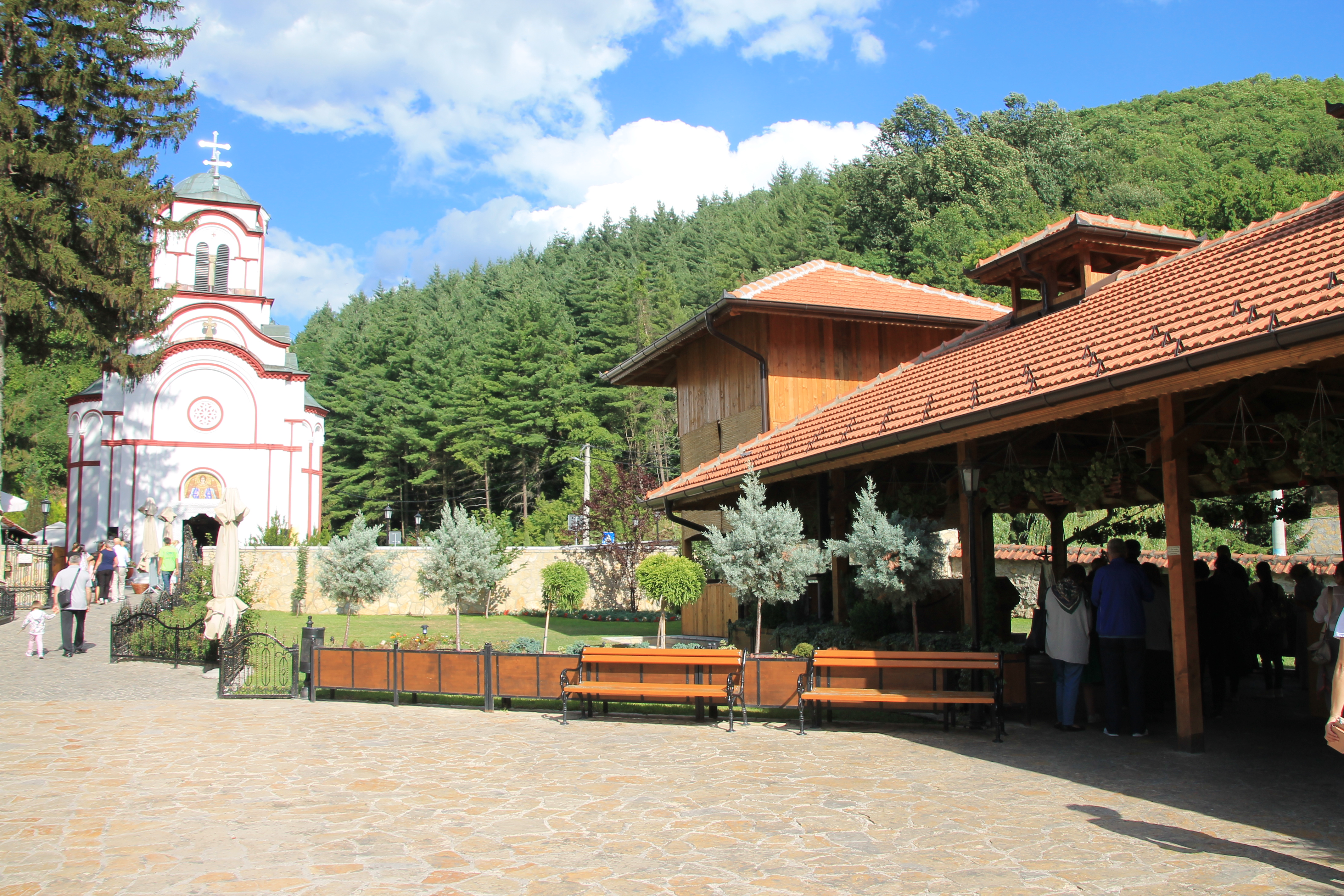
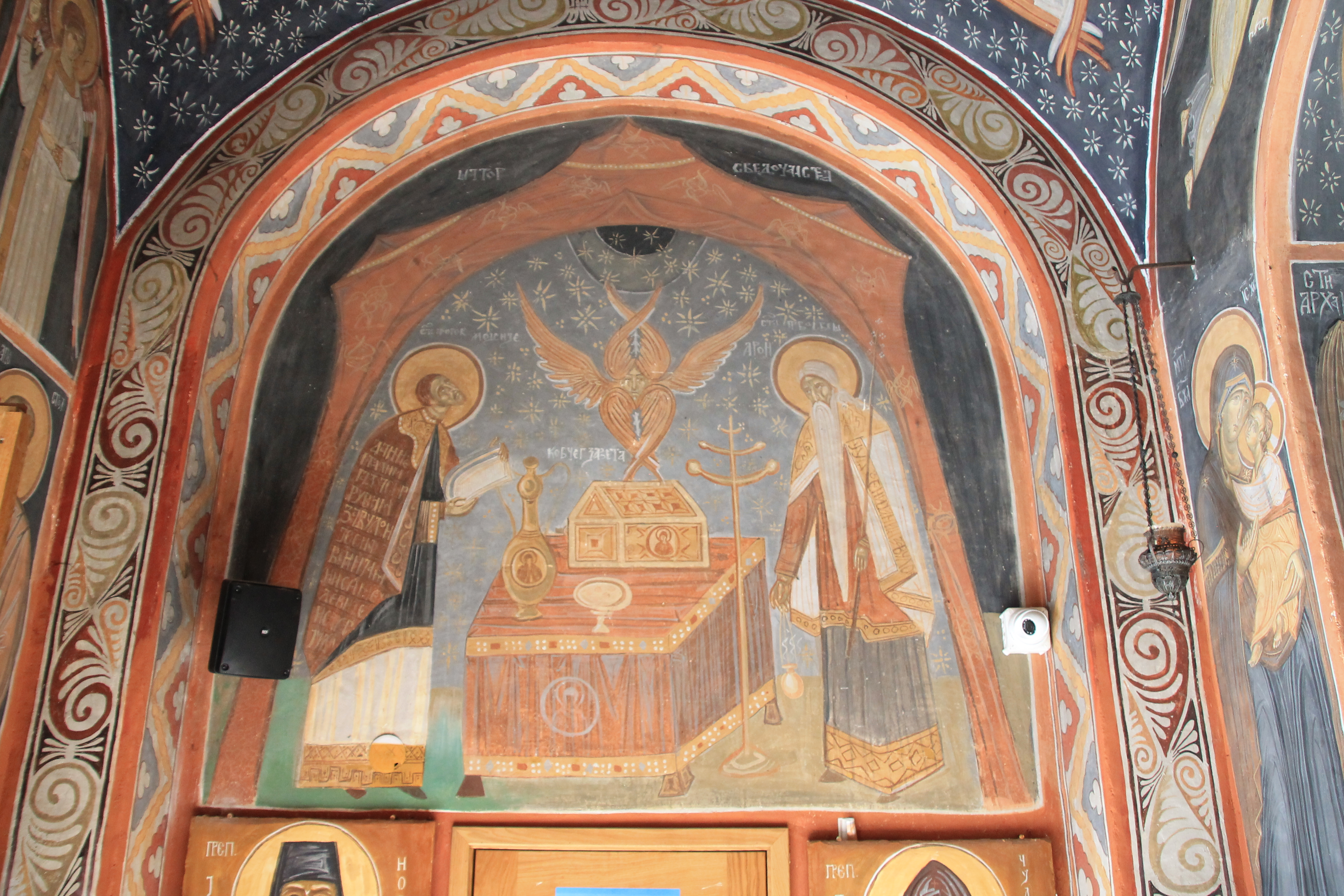
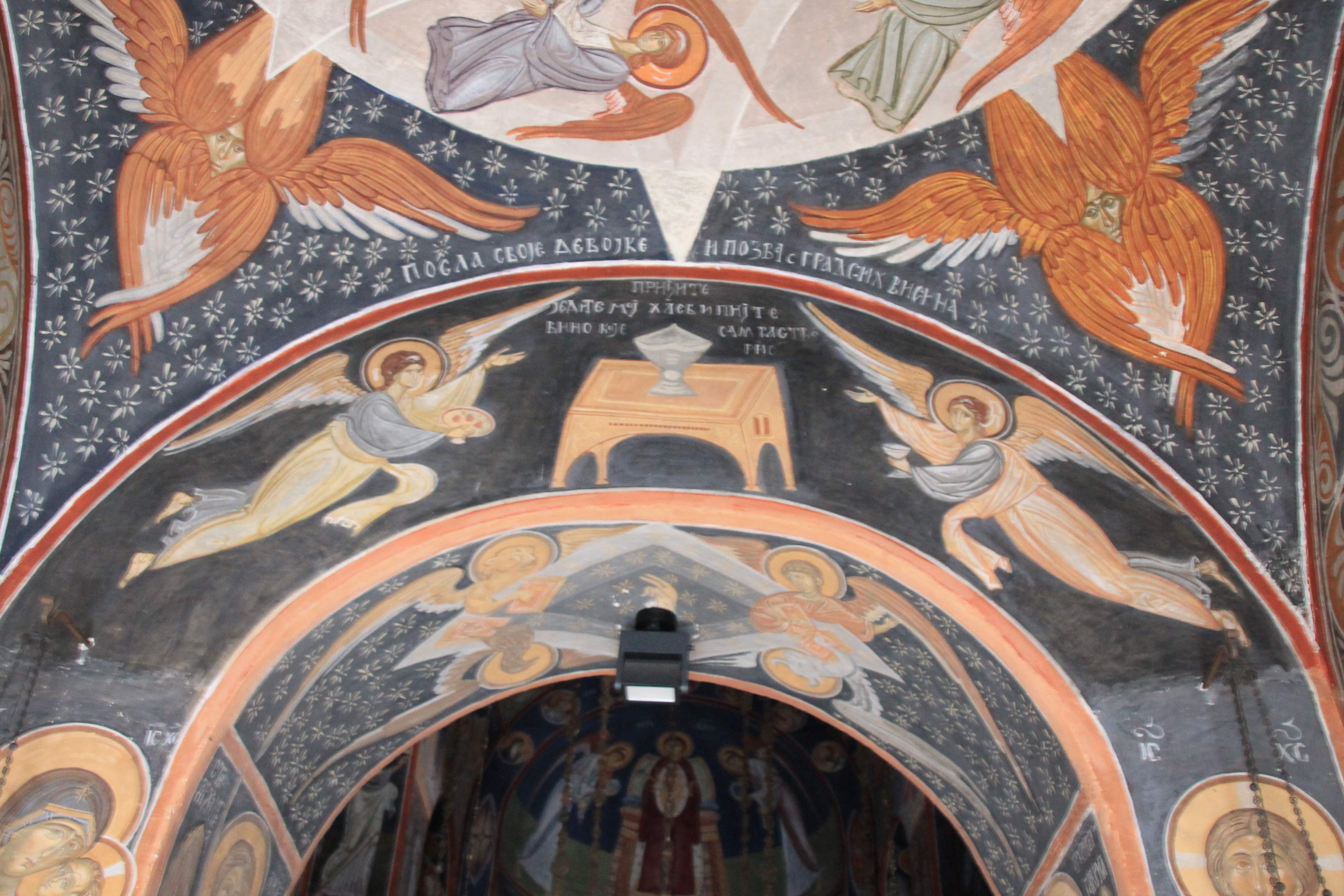
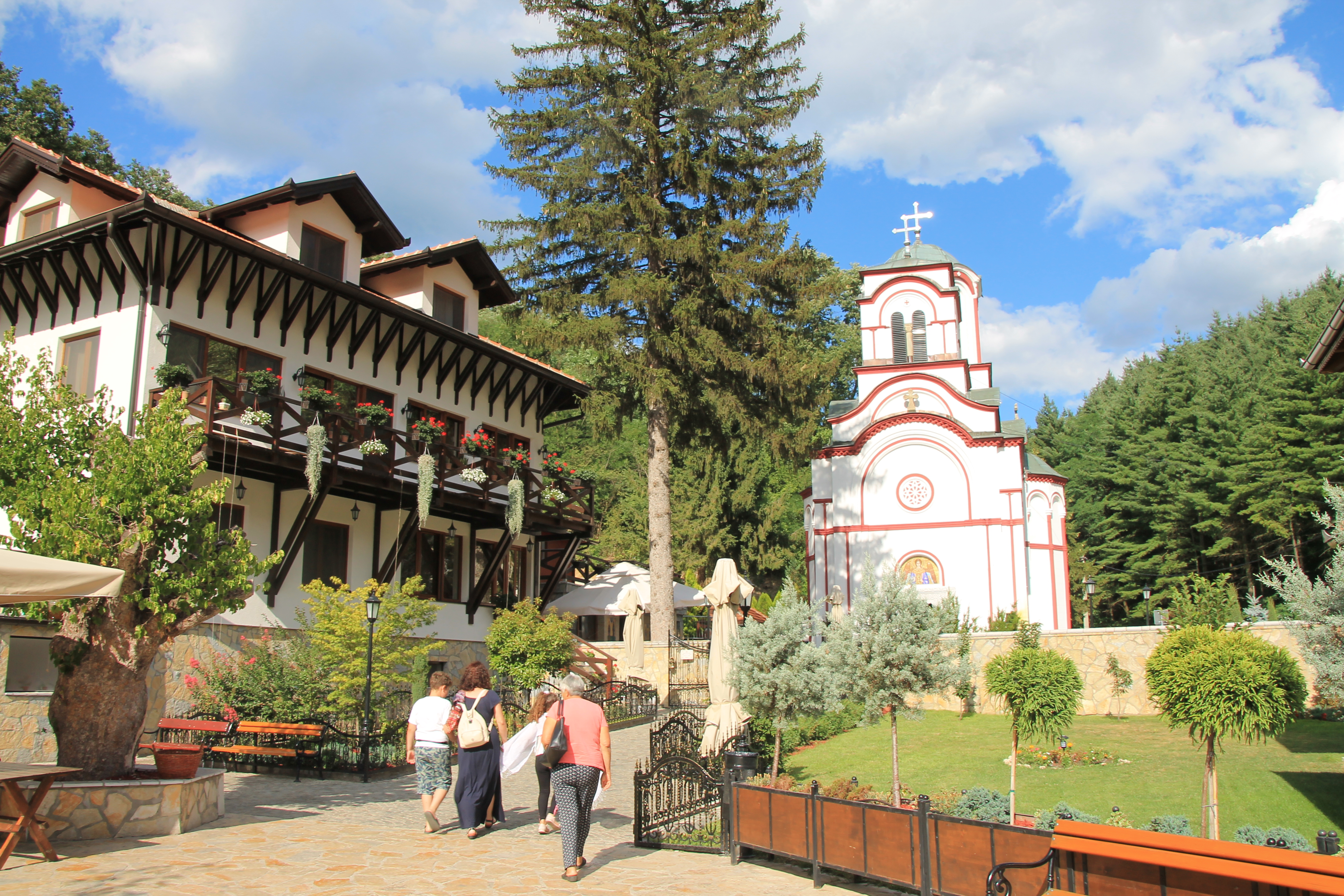

Віднедавна до складу монастирського комплексу входить «ЗОО Парк» із тваринами, що доповнює туристичну пропозицію.

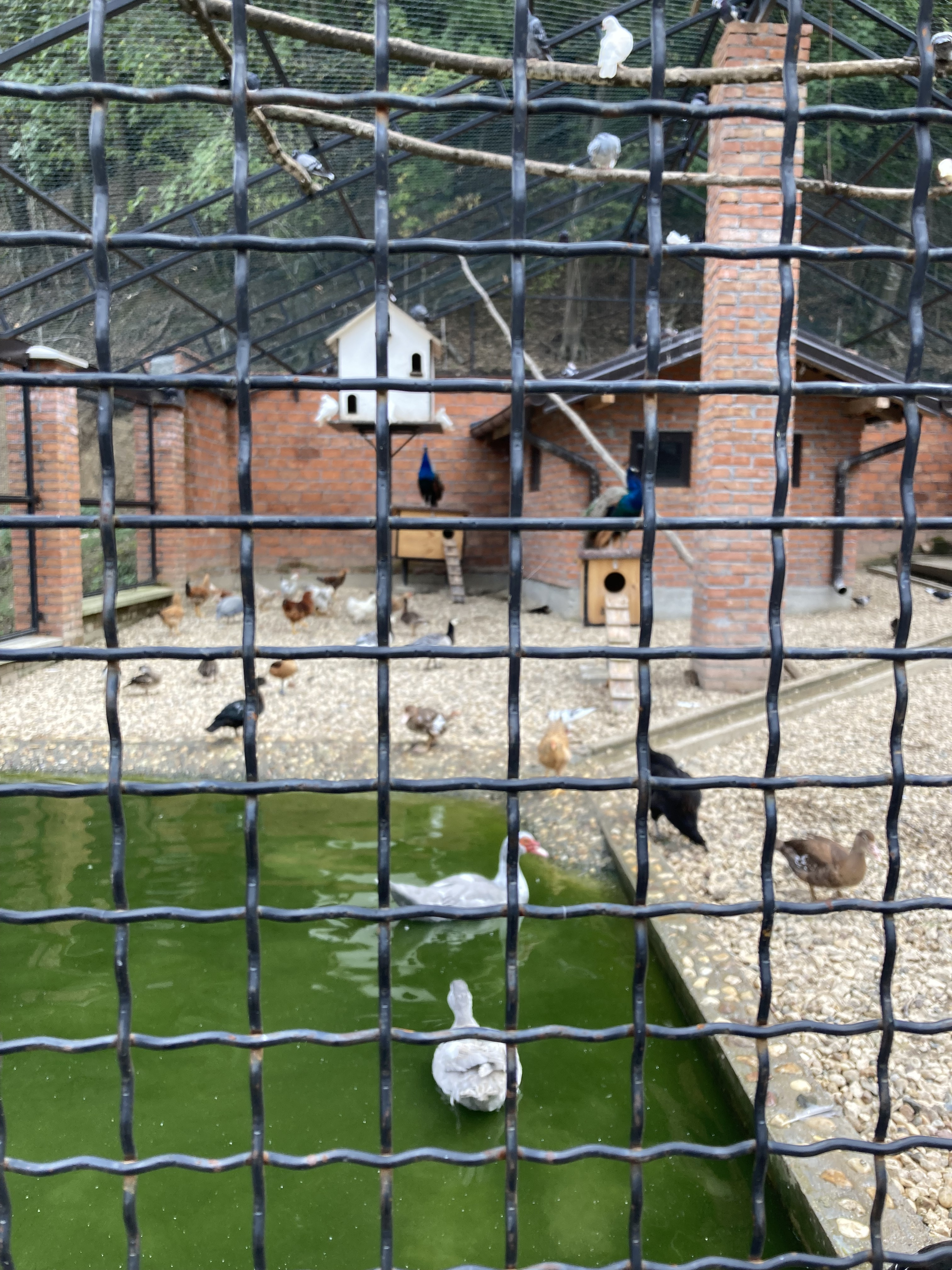
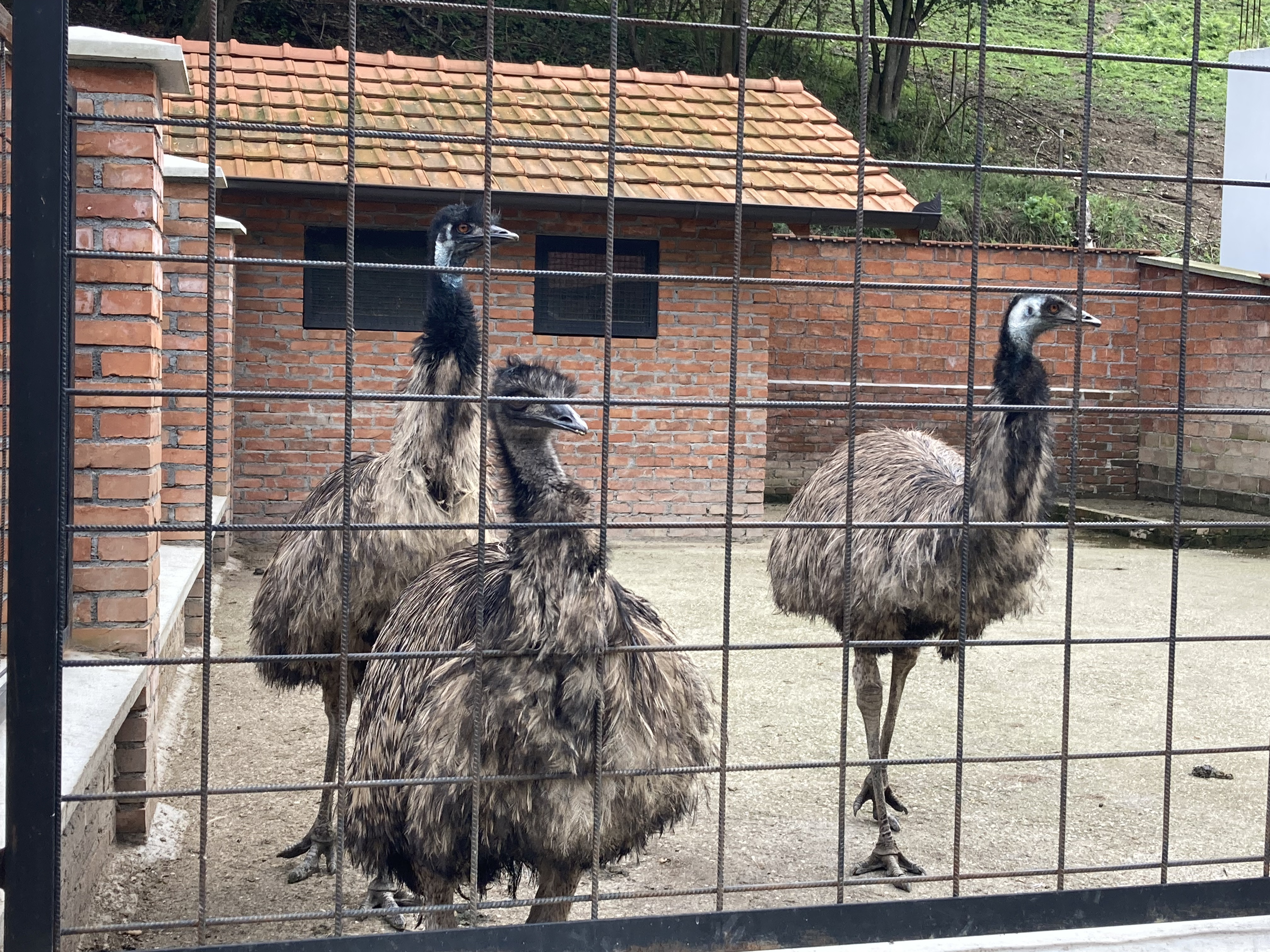
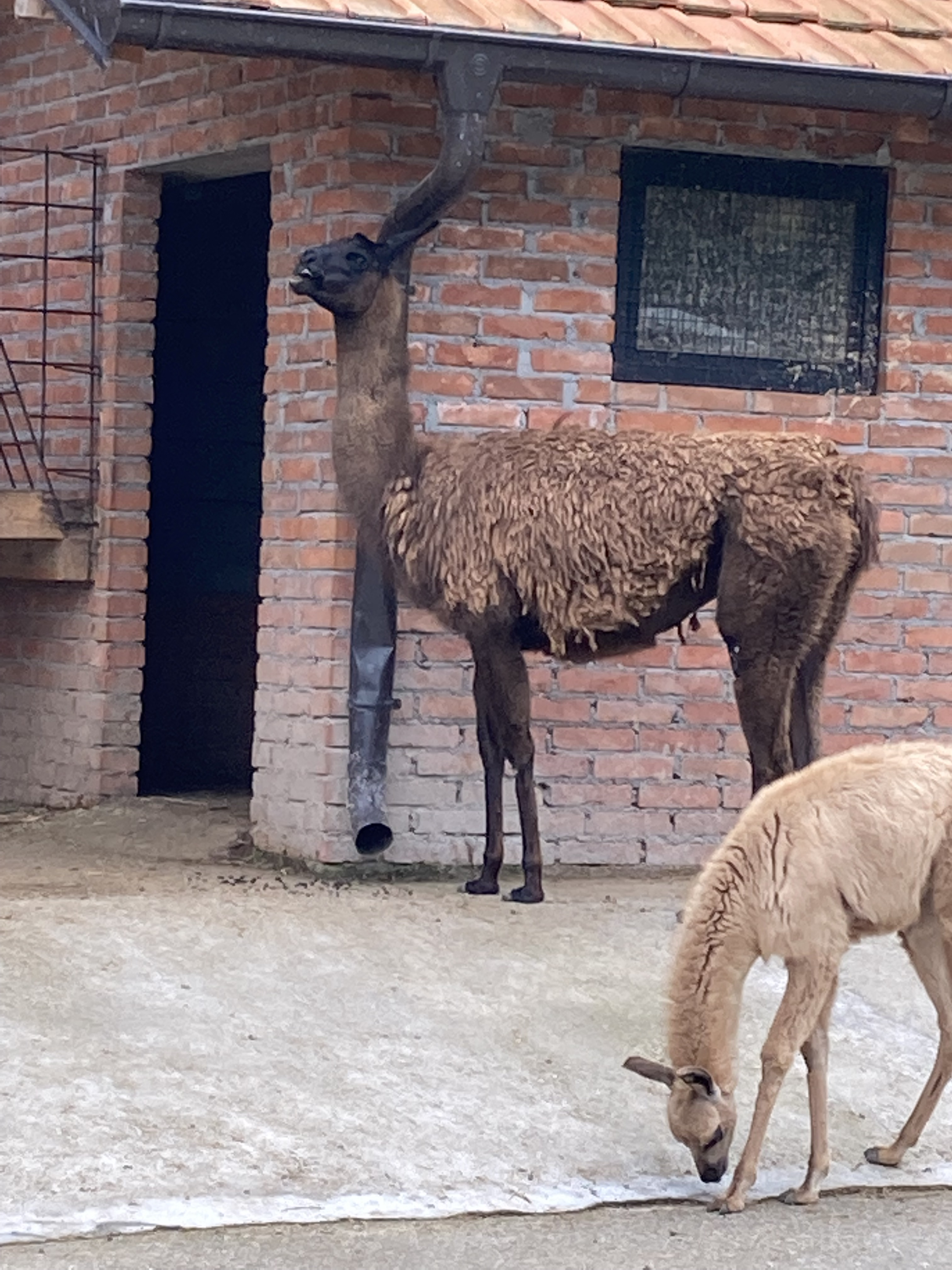
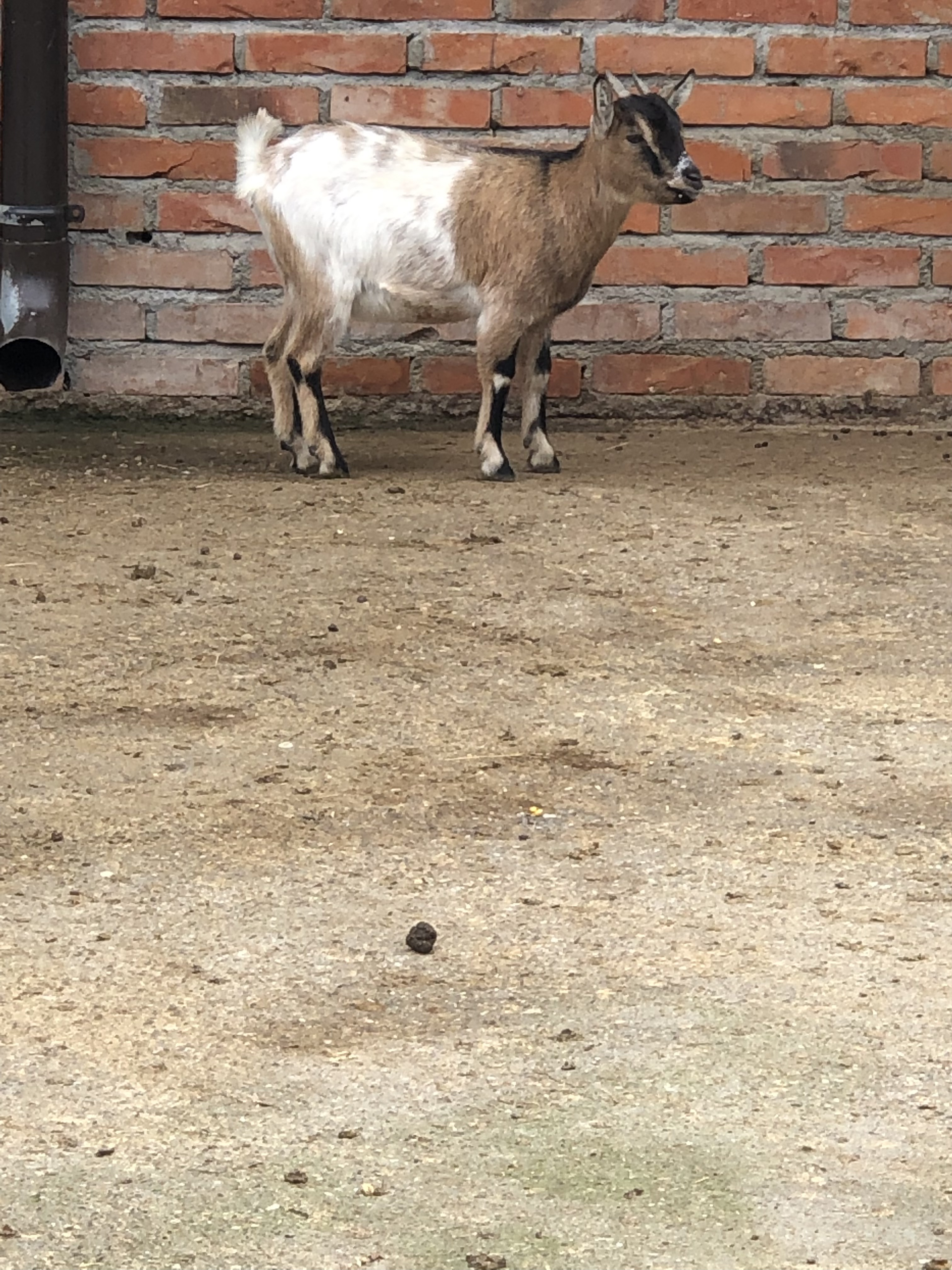

## Зовнішні посилання
- Офіційний сайт
- Задужбина Милоша Обилића („Православље“, бр. 927, 1. новембар 2005)
- О манастиру на сајту Манастири-цркве